# Francinópolis
Francinópolis é um município brasileiro do estado do Piauí. Localiza-se a uma latitude 06°23'45" sul e a uma longitude 42°15'43" oeste, estando a uma altitude de 245 metros. Sua população estimada em 2004 era de 5.225 habitantes.
No mês de julho acontece o festejo da cidade de Francinópolis. Famosa na região, a festa faz com que a cidade receba o maior número de turistas durante todo o ano.
Francinópolis fica a cerca de 25 km do município de Elesbão Veloso, por onde é feito o acesso de carro.

## História
Antigo povoado Papagaio, formado a partir do estabelecimento de retirantes das secas do Ceará. Foi emancipado através da lei nº 2.112, de 12 de junho de 1961.

### Administração pública
Poder Executivo
O atual prefeita de Francinópolis é Maria do Socorro Bandeira Fonseca, do PMDB, natural desta cidade, Servidora Pública Estadual, com ensino superior completo, eleita em 2012 pela primeira vez como vice-prefeita que assumiu o cargo devido a renuncia de Ozael Ferreira dos Santos, do PSD. Na eleição, teve o apoio dos partidos PRB, PMDB, PR, DEM, PSB, PV e PSD, que formaram a coligação Unidos por Francinópolis. Atualmente a cidade não possui o cargo de vice-prefeito.
Poder Legislativo
O Poder Legislativo é representado pela câmara municipal, composta por nove vereadores com mandato de 4 anos. Cabe aos vereadores na Câmara Municipal de Francinópolis, especialmente fiscalizar o orçamento do município, além de elaborar projetos de lei fundamentais à administração, ao Executivo e principalmente para beneficiar a comunidade.
- Presidente da câmara:Kleverson Davi Soares Santos